# Giovan Battista Mazzoni
Giovan Battista Mazzoni (Prato, 4 febbraio 1789 – Prato, 7 novembre 1867) è stato un imprenditore e politico italiano.

## Biografia
Nato in seno a una famiglia religiosissima che avrebbe voluto vederlo sacerdote, Giovan Battista Mazzoni si laureò all’Università di Pisa in lettere e poi in scienze nel 1812 e, quando venne istituita la Scuola Normale Superiore, ne divenne allievo fondatore.
Desideroso di approfondire, sul piano pratico, le proprie conoscenze scientifiche per poter sanare il divario tecnologico esistente tra l’arretrato sistema manifatturiero italiano e gli innovativi opifici meccanici europei, ottenne dal Granduca Ferdinando III un sussidio per frequentare, dal 1815, la Facoltà di Scienze Naturali alla Sorbona di Parigi, riuscendo a conseguire la laurea.
Lavorò al contempo in fabbrica per cinque anni al fine di conoscere le innovazioni introdotte dalle locali industrie tessili, acquisendo così un immenso patrimonio di esperienza nella filatura del cotone e nella cardatura.
Tornato a Prato nel 1820, impiantò una piccola officina nei locali dell’ex convento di S. Anna dove, con l’aiuto di pochi operai, riuscì a ricostruire alcune macchine per la lavorazione del cotone utilizzando le nozioni apprese durante il suo soggiorno parigino.
L’esito positivo di queste prime sperimentazioni indusse Mazzoni a creare nuove filande per la lavorazione della lana e della canapa, i cui innovativi macchinari, fra i quali si ricordano la prima garzatrice e la “calandra”, ottennero importanti riconoscimenti nelle varie edizioni dell’Esposizione di Manifatture Toscane tenute a Firenze. Introducendo nuovi macchinari il Mazzoni cambiò anche la fonte di energia dell'industria tessile pratese, con l’utilizzo della forza idraulica al posto dei buoi e dei muli.
Membro dell’Accademia dei Georgofili, nonché tra i fondatori della Cassa di Risparmio e della tessitura di Santa Caterina, ricoprì anche diverse cariche nelle istituzioni cittadine finché, nel 1851, fu nominato Gonfaloniere della città di Prato e, in tale veste, si batté per la creazione di una ferrovia transappenninica che, passando per Prato, congiungesse Firenze a Bologna.
Colpito nel 1862 da una paresi che lo immobilizzò, morì nel 1867 dopo cinque anni di sofferenze.
Nella città natale, a Prato, gli è stato dedicato un istituto comprensivo e una via.